# Neandertal

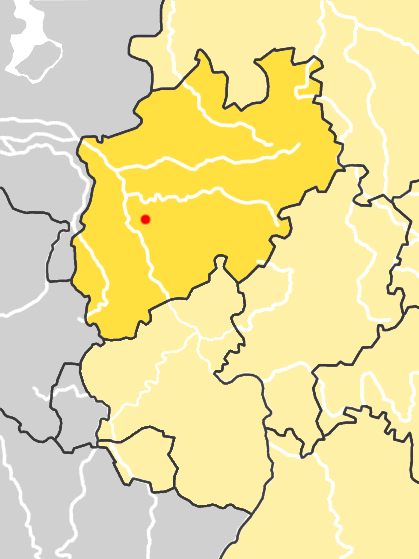
Poziţia văii Neandertal în Germania

Neandertal este numele unei porțiuni a văii micului râu Düssel de pe teritoriul orașelor Erkrath și Mettmann din Germania, la circa 10 km est de Düsseldorf. În anul 1856 în această vale s-au găsit resturi fosile ale speciei preistorice care a fost denumită Omul de Neanderthal (Homo neanderthalensis), datând din era glaciară Pleistocen, fapt care a făcut acest loc renumit pe plan mondial.
În acea vreme numele văii se scria cu „h”: Neanderthal, drept care și denumirea speciei s-a scris și se scrie întotdeauna cu h. Totuși, pe la începutul secolului al XX-lea scrierea numelui văii s-a schimbat, ea scriindu-se încă și azi fără h: Neandertal.

## Originea numelui
Pe la mijlocul secolului al XVII-lea un textier religios cu numele de Joachim Neumann se plimba des prin acea zonă, spre a găsi inspirație. Textele melodiilor scrise de el le publica sub numele de "Neander". După moartea lui, localnicii au denumit zona "Neanderthal", ceea ce înseamnă "Valea lui Neander".